# 朱吉满
朱吉满（1964年4月17日） （页面存档备份，存于），陕西西安人，第十三届全國政協委員、中华人民共和国政治人物、商人、眼科医生。

## 生平
2017年8月8日，担任黑龙江省工商联兼职副主席提名人选、誉衡药业董事長

。2018年，当选全国政协委员。
2023年1月17日，辞去第十三届全国政协委员职务。